# Morne Patates
Morne Patates ist ein vulkanischer Berg im Gebiet von Soufrière im Parish Saint Mark im Inselstaat Dominica.

## Geographie
Zusammen mit dem Morne Crabier und dessen östlichem Ausläufer bildet der Morne Patates einen kleineren Krater im Krater von Soufrière. Der Morne Patates ist ein relativ regelmäßiger Kegel.